# Llucmajor
Llucmajor és el municipi més extens de Mallorca, pertanyent a la comarca del Migjorn i confrontant amb la capital de l'illa, Algaida, Montuïri, Porreres i Campos. Compta amb centres turístics de primer ordre com Cala Pi, Cala Blava i s'Arenal.

## Etimologia
Segons la tesi majoritària, Llucmajor és un topònim mossàrab que procedeix del llatí lūcu maiōre i significa 'el bosc sagrat més gran' o, senzillament, 'el bosc més gran'. Aquesta hipòtesi fou formulada per primera vegada el 1888, per Francesc Xavier Simonet, i ha estat mantinguda pels autors del DCVB (Alcover-Moll) i per Joan Veny. Joan Coromines i Josep Mascaró Passarius consideren que prové igualment del llatí, emperò de la paraula locum ('lloc').
En canvi, Antoni Mut i Guillem Rosselló han formulat la proposta d'un origen àrab per al mot lluc, intentant derivar-lo d'un nom de caràcter geogràfic: ludjdj, que significa 'el costat d'una vall, la riba del mar, la part aspra d'una muntanya, penya-segat, clivell, crull, escletxa'. De fet, ja Josep Maria Quadrado (assessorat per l'arabista Pascual de Gayangos) apuntava el 1850 que «Luch es ribera de un río o de un valle, pero también se aplicaba a la costa marítima, como se ve en Luch-maior, 'costa mayor', y Luch al-Cari, 'alquería de la costa'». Pel que fa al segon element d'aquest topònim (major), Guillem Rosselló proposa que Llucmajor podria derivar de l'àrab ludjdj madjhur ('la vora o el costat d'un lloc de refugi') o de ludjdj mahdjar ('la vora o el costat d'un tros de terra amb bones pastures, envoltat de terres més altes', o bé 'terres baixes d'un territori, que poden retenir aigua').
Amb tot, segons l'investigador José Francisco Argente Sánchez, Llucmajor seria un hidrònim d'origen preromà, indoeuropeu de tipus cèltic, lígur o il·liri, que voldria dir 'la llacuna gran'. Concretament, aquest topònim provindria d'una forma LQNT (o *LUCANT), equivalent a LUC ~ LAC ('llacuna' o 'lloc on s'acumulen les aigües') més la terminació augmentativa -(A)NT ('gran'), sufix que, amb la romanització, s'hauria llatinitzat o traduït a la forma adjectival MAIOR —si bé tampoc no es pot descartar la possibilitat que aquest Maior sigui, en si mateix, preromà: < MAI ('enfangat') més el sufix -AR ~ -UR ('aquós'). Cal tenir en compte que, en aquells temps pretèrits, la pluviometria era major i encara no s'havien desenvolupat obres hidràuliques que canalitzassin les aigües procedents de diversos torrents —com el de Binilagant (conegut com la síquia de n'Aleix) i el de Binificat, que acaben convergint vers Alacantí, al sector de les piquetes del Pèlag i de les basses dels Horts, formant el torrent de Pallissa o de Son Marrano, que després s'uneix amb el torrent d'Alfàbia i formen el torrent de Son Catlar.
Pel que fa a la pronunciació de Llucmajor, en la parla mallorquina, la c anterior a la m se sol assimilar a aquesta darrera consonant, de manera que habitualment [ʎugməˈʒo] es pronuncia [ʎumməˈʒo]. Hi ha qui, fundant-se en la pronúncia Llummajor, pretén que aquest topònim ve de llum i major, i aquesta interpretació ha donat origen a l'escut heràldic de la vila, que ostenta una mà sostenint una torxa ben encesa. Aquesta etimologia és simplement fantàstica i es contradiu amb tota la tradició documental.
Aquesta falsa etimologia popular també va donar origen a una llegenda recollida a Campos, segons la qual, en temps immemorial, quan al migjorn de l'illa només hi havia una esglesiola —sempre segons la susdita llegenda—, la de Sant Blai, a 3 km de Campos, la gent pietosa de les viles dels encontorns, com que no disposava de temple per celebrar la missa, iniciava en la vigília del diumenge un pelegrinatge nocturn, guiats per un llum. Els veïns de Llucmajor en duien un que cridava l'atenció per la seva grandària i per la seva potència, i, quan els veien arribar, els de Campos cridaven: «Ja vénen es des llum major!».

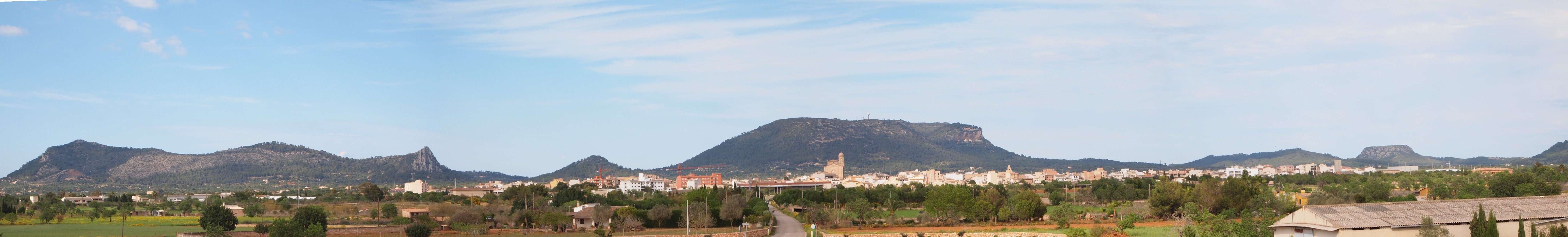
Vista de Llucmajor des del migjorn amb el massís de Randa al fons.

## Descripció geogràfica

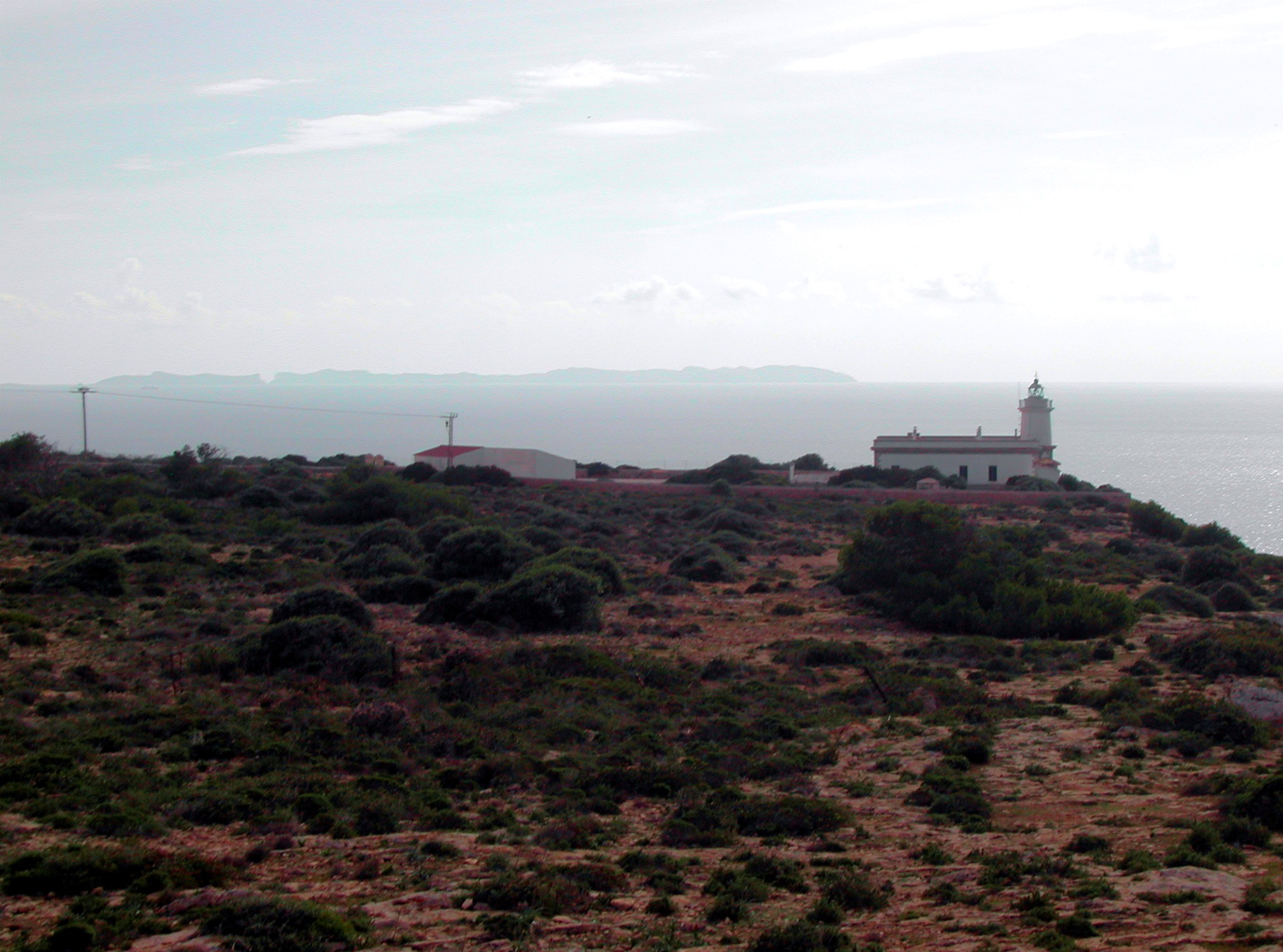
Far d'es Cap Blanc. Al fons l'illa de Cabrera.

El terme de Llucmajor ocupa la plataforma estructural vindoboniana que recolza en el massís de Randa i acaba a la mar amb una costa d'espadats, aixecada a 100-200 m d'altura entre les conques al·luvials de Sant Jordi (Palma) i de Campos. La costa s'estén al sector de llevant de la badia de Palma, des de s'Arenal fins al cap Blanc, i continua vers l'est (puntes de Capocorb i Plana), fins després de s'Estanyol de Migjorn. Hi predominen els sòls pobres de terra rossa, d'una escassa potència i amb encrostaments calcaris que sovint afloren a la superfície. Els torrents s'encaixen als marges de la plataforma terciària i formen barrancs, com els que donen al prat de Sant Jordi, i cales, com cala Pi i la que aprofita el port de s'Arenal.

## Agricultura i ramaderia
Els recursos edàfics, pobres i la situació, a la zona subàrida de l'illa, originen una formació vegetal de garriga típica de sa Marina i limiten les possibilitats agrícoles. La terra conreada representa només 2/3 del municipi, i solament 18 ha són de regadiu; el secà és dedicat a cereals, ametllers, garrofers, figueres, arbres fruiters i vinya. Les terres útils no conreades són ocupades per la garriga, els pinars i els alzinars. La ramaderia és complementària de les activitats agrícoles. La caça és abundant, i el lloguer de les caceres és una important font d'ingressos. El 76,4% del territori és explotat directament pels propietaris. El sistema de rotes, utilitzat principalment al segle xix, a conseqüència de la forta pressió demogràfica, creà un subproletariat agrícola i, a la vegada, deixà traces en el paisatge agrari, amb nombroses barraques de roter que avui es conserven.

## Indústria

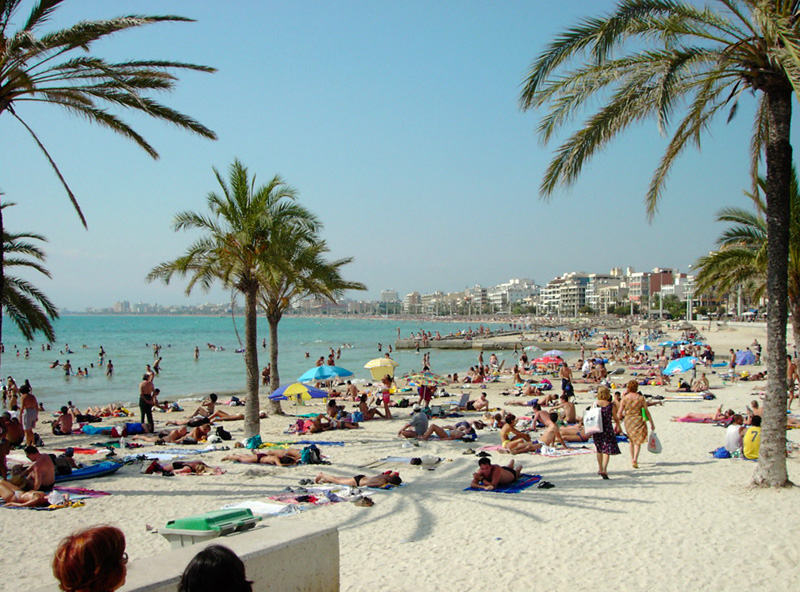
Platja de s'Arenal. Al fons Platja de Palma

Sobre les dunes quaternàries i pliocèniques s'exploten nombroses pedreres de marès i arena, avui mecanitzades, a les quals la construcció, impulsada pel turisme, ha donat una gran activitat; són als voltants de s'Arenal, a Galdent i a son Mulet. Les pedreres de la costa, explotades des del segle xiv, fa temps que són abandonades, i configuren un paisatge costaner característic.
La indústria tengué una gran importància a Llucmajor: hi hagué empreses alimentàries, tèxtils, de confecció, de la fusta, metal·lúrgiques, però les més importants foren les de sabates i d'articles de pell. Aquestes activitats han anat perdent importància amb els anys i només són residuals. Actualment, l'activitat comercial al poble es basa en petits comerços d'alimentació i productes d'ús diari i establiments de restauració. L'any 2021 vuit comerços foren distingits com a Establiments Emblemàtics de Balears per l'IDIː Forn Can Pau, Forn Ca’n Tofolet, Forn i Pastisseria Ramis, Ganiveteria Ordinas, Imprenta Moderna, Llibreria Can Roca, Objetario i Sa Teulera.
Actualment les activitats turístiques tenen una especial importància, especialment al nucli de s'Arenal, dins el complex turístic de la Platja de Palma, el més important de Mallorca. Altres urbanitzacions han anat ocupant la costa, sense que els espadats hi hagin estat obstacle: Son Verí Nou, Bellavista, Cala Blava, Cala Pi, Vallgornera i la costa entre el cap Enderrocat i el de Regana; són llocs de segona residència. Un nucli d'estiueig tradicional és el de s'Estanyol.

## Mitjans de comunicació
Llucmajor de Pinte en Ample és una publicació en català que va néixer a Llucmajor el setembre de 1981, editada per la delegació local de l'Obra Cultural Balear. Té una periodicitat mensual i està dedicada a la informació local, amb seccions d'opinió, cultura, cuina, història i esports. És membre de l'Associació de la Premsa Forana de Mallorca. Fins al 1986 fou dirigida per Catalina Font Rangel i Maties Garcies Salvà. A partir de 1986 la directora és Catalina Font. Entre els seus col·laboradors hi trobam a Coloma Julià Adrover, Miquel Cardell Santandreu, Sebastià Cardell i Tomàs, Bartomeu Font Obrador, Josep Sacarés Mulet, Jaume Oliver Jaume, etc.

## Població
| Entitat de població   | Habitants (2024) |
| Llucmajor             | 15.253           |
| L'Arenal              | 9.842            |
| sa Torre              | 3.576            |
| Badia Gran            | 2.034            |
| es Puigderrós         | 1.723            |
| Badia Blava           | 1.644            |
| Son Granada           | 1.384            |
| Maioris Décima        | 1.163            |
| Son Verí Nou          | 847              |
| s'Estanyol de Migjorn | 634              |
| Tolleric              | 598              |
| Cala Pi               | 400              |
| Bellavista            | 369              |
| Cala Blava            | 342              |
| Font: INE             |                  |

Històricament, Llucmajor ha constituït un dels municipis amb més població de l'illa i als recomptes de població de darreries del segle xviii se situava (6 886 habitants el 1784) a un nivell demogràfic similar a les viles foranes més grans (Manacor i Felanitx). Al llarg de la primera meitat del segle xix va mantenir un ritme de creixement demogràfic notori i el 1860 ja havia assolit els 8 742 habitants. La segona meitat d'aquest segle i en particular la crisi econòmica que acompanyà la darrera dècada aturà el creixement de la població. Les primeres dècades del segle xx suposaren una recuperació de la vitalitat demogràfica i el 1930 quasi superava el llindar de 10 000 residents. A partir d'aquest anys entrà de nou en una etapa d'estancament que es mantingué fins a 1960, a partir del qual entrà en una dinàmica de creixement poblacional molt accelerat, provocat bàsicament per l'expansió urbanística litoral, primer centrada a s'Arenal i posteriorment estesa als nous nuclis litorals.
Una de les particularitats demogràfiques més notables de Llucmajor és la seva primerenca baixada de natalitat, que ja es constata des de 1845 (a la resta de l'illa no es donaria aquest procés fins ben entrat el segle xx). Per aquest motiu des de 1920 el saldo vegetatiu (naixements - defuncions) és equilibrat, i fins a la dècada de 1960 fou negatiu.
L'accelerat procés de creixement, encara que hi hagués una base demogràfica local important, ha provocat que el pes de la població immigrada sigui notori com a la major part de localitats insulars litorals, i el 1991 només 2/3 dels habitants del terme eren naturals de les Illes Balears. El pes de la població de fora és molt més notable a la zona costanera, tant per la immigració peninsular dedicada al sector dels serveis com al creixent nombre d'estrangers que fixen la seva residència a les urbanitzacions costaneres i a determinats redols d'hàbitat en disseminat. Les activitats professionals predominats (1991) es relacionen amb el sector dels serveis, que des de la dècada de 1970 han desplaçat les activitats industrials com a ocupació principal dels llucmajorers. Això no obstant el sector secundari -que agrupa tant la indústria com la construcció- suposa un 40% de la població activa. En contrast, les activitats agràries només donen feina a un 6% dels actius. Es Llogaret de Vedella, o simplement Es Llogaret, és un barri de la ciutat al sector d'expansió de principis del segle XX del sud de la vila, de caràcter industrial (materials de construcció, fàbriques de sabates, elaboració de begudes carbòniques, etc.) en el seu origen i que s'ha transformat en residencial.

## Política
A la XI legislatura (2019-2023) un total de 9 partits van aconseguir representació i es va formar una coalició formada per Partit Popular, Ciutadans, Llibertat Llucmajor i Agrupació Social Independent per fer batle durant tot el mandat a Éric Jareño Cifuentes (PP). L'acord va comptar amb el suport extern de Vox.
A 2020 es va rompre el pacte, Llibertat Llucmajor va quedar a l'oposició, El Pi es va integrar amb els regidors no adscrits que eren de Vox i els dos regidors de Cs també varen pasar a no adscrits.
A les eleccions municipales de 2023 el PP, Vox i Llibertat Llucmajor varen augmentar de vots. Van baixar PSIB-PSOE, MÉS, ASI, UP i El Pi, aquest dos últims perdent representació. El nou govern municipal per a las XII legislatura (2023-2027) es una coalició formada per PP, Vox i ASI.
| Partit              | Regidors | Vots   |
| ------------------- | -------- | ------ |
| PP                  | 7        | 26,13% |
| PSIB-PSOE           | 4        | 17,28% |
| Vox                 | 3        | 14,68% |
| LLIBERTAT LLUCMAJOR | 2        | 11,06% |
| MÉS                 | 2        | 10,21% |
| S'ULL               | 2        | 7,49%  |
| ASI                 | 1        | 5,35%  |

## Història

### Prehistòria

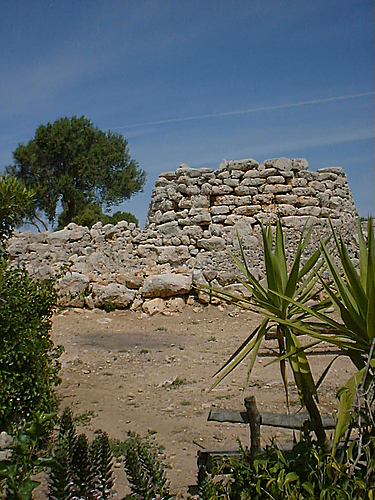
Talaiot del poblat prehistòric de Capocorb Vell

Les coves artificials d'enterraments comunitaris com les de Son Hereu, Llucamet, s'Àguila, Son Cardell, Bennoc, Son Mendívil, Son Mulet i altres indiquen que el terme de Llucmajor ja estava habitat el tercer mil·lenni abans de Crist. La cultura megalítica dels talaiots data del segon mil·lenni abans de Crist i a Llucmajor hi destaca el conjunt prehistòric de Capocorb Vell, al sud del terme municipal, que representa un mite dins la investigació prehistòrica gràcies a la seva conservació, sens dubte deguda a la seva situació en l'àrea menys productiva del municipi i al fracàs dels projectes de creació d'una vila al segle xiv i d'una vicaria parròquia al XVII. Es troba sobre un terreny eminentment pla, a uns 100 m sobre el nivell de la mar i està constituït per un nucli de tres talaiots circulars i dos de quadrats, a més de diverses construccions que els envolten i una sèrie de talaiots i altres tipus d'edificacions a la seva perifèria.
Fenicis, grecs, cartaginesos, romans i musulmans hi deixen la seva petjada fins a l'arribada del cristianisme. Una làpida fragmentada de la marina de Llucmajor és l'únic testimoni que tenim d'aquests temps, i amb ella una sola paraula a manera de topònim: Egnatuleia.

### Edat Mitjana
L'illa fou conquerida als musulmans el 1229 per Jaume I el Conqueridor. Llucmajor té l'origen en una alqueria del districte de Montuïri que en el Repartiment fou donada a Ramon de Santmartí. Posteriorment, en el marc de la política d'organització territorial impulsada per Jaume II de Mallorca, aquest monarca fundà Llucmajor com a vila l'any 1300, mitjançant les Ordinacions, amb el terme més extens de l'illa. La primera església de Llucmajor fou construïda el 1259. El 25 d'octubre de 1349, al pla de Galdent, tengué lloc la cèlebre batalla de Llucmajor decisiva en la guerra entre Jaume III de Mallorca i Pere el Cerimoniós, que, amb la mort en batalla de Jaume III, determinà la reincorporació definitiva del regne de Mallorca al domini directe del rei de Catalunya-Aragó.
Quan acabava el segle xiv, Joan I d'Aragó visita Llucmajor fugint de la pesta que assolava Catalunya. Més endavant, el 1386, s'edifica una església gòtica en el mateix lloc que l'actual. Quan aquestes obres estan avançades, Vicenç Ferrer visita Llucmajor. A mitjan segle xv esclata la rebel·lió contra la ciutat, i Llucmajor hi participa negant-se a plantar a la plaça el penó de la rebel·lió. La pesta torna a sembrar la mort i s'invoca Nostra Senyora de Gràcia. Des de 1501, que Gabriel Mòjer va esculpir-ne la imatge, li professen una autèntica veneració.

### Edat Moderna

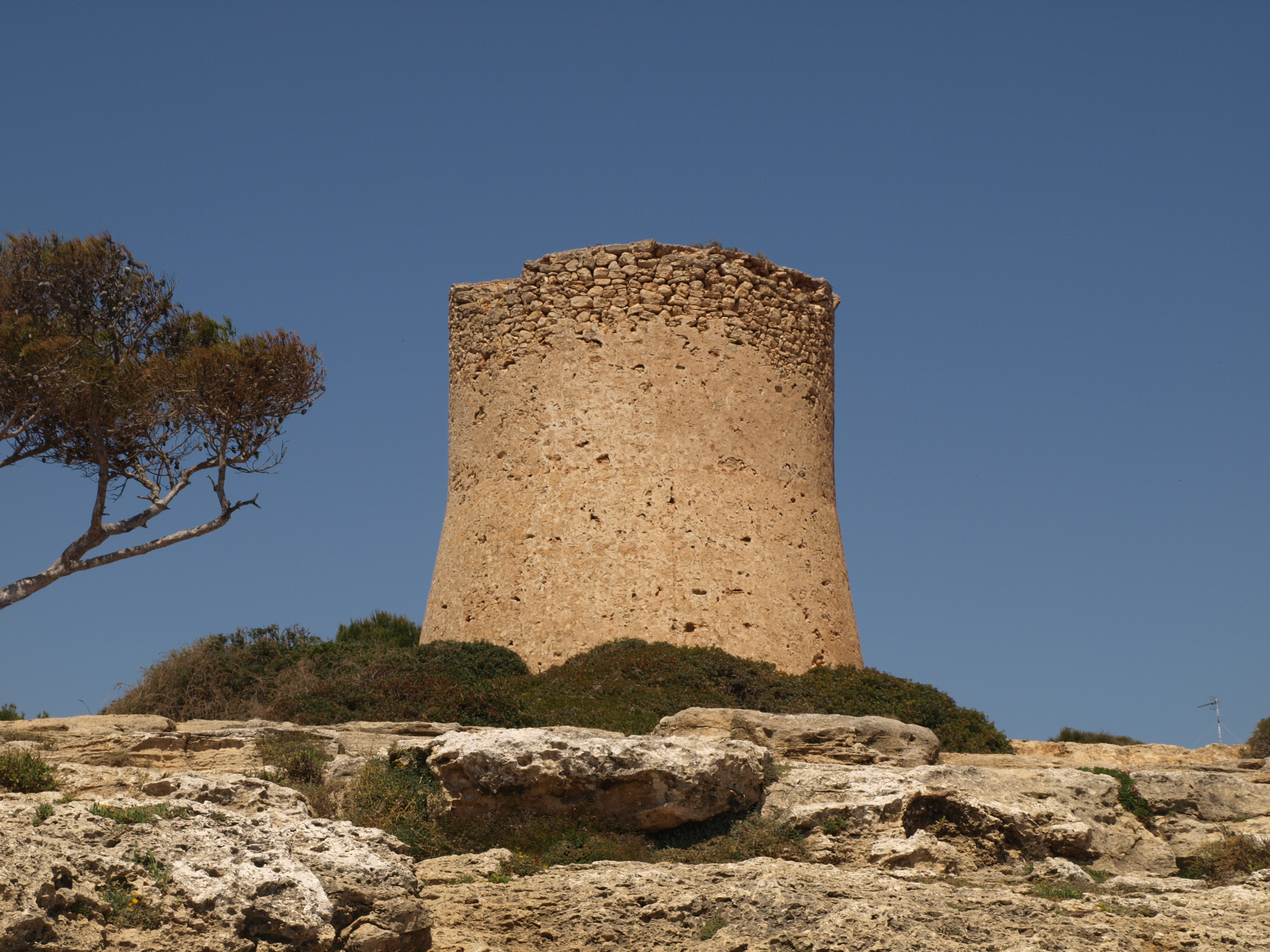
Torre de Cala Pi

Durant els segles XIV a XVIII la costa sud de Mallorca va estar sotmesa a la contínua amenaça d'expedicions corsàries bàrbares. Camallí, Cartogol i Barba-rossa no permeten el descans dels defensors de les costes mallorquines. Les torres de s'Estelella, d'es cap Blanc, d'es cap Enderrocat i de cala Pi són testimonis d'aquelles lluites. Al s. XIV fou planificat l'urbanisme de la vila emmarcada en l'anomenat Quadrat (carrers de Jaume II, del Convent, Vall i Major). El convent de Sant Bonaventura, obra del segle xvii, va ser el penúltim fundat pels franciscans a l'illa. L'església parroquial de Sant Miquel, obra de l'arquitecte Isidro González Velázquez, es començà a construir el 1781, després d'enderrocar l'antiga església. Alguns fets històrics de XIX són dignes de ser esmentats: l'alçament dels anticonstitucionalistes a Campos el 1822; la mort de fra Jeroni Boscana Mulet, franciscà i destacat autor indigenista que inaugurà els registres parroquials de Los Angeles (Califòrnia); l'exclaustració dels franciscans el 1835, i la fundació de la banda de música el 1842. El 1864 s'introdueix la llum de petroli, el 1873 es constitueix la primera biblioteca popular de l'escola primària pública per donació de llibres per part del Govern de la Primera República, i el 1882 s'inaugura la nova casa consistorial.

### Segle XX

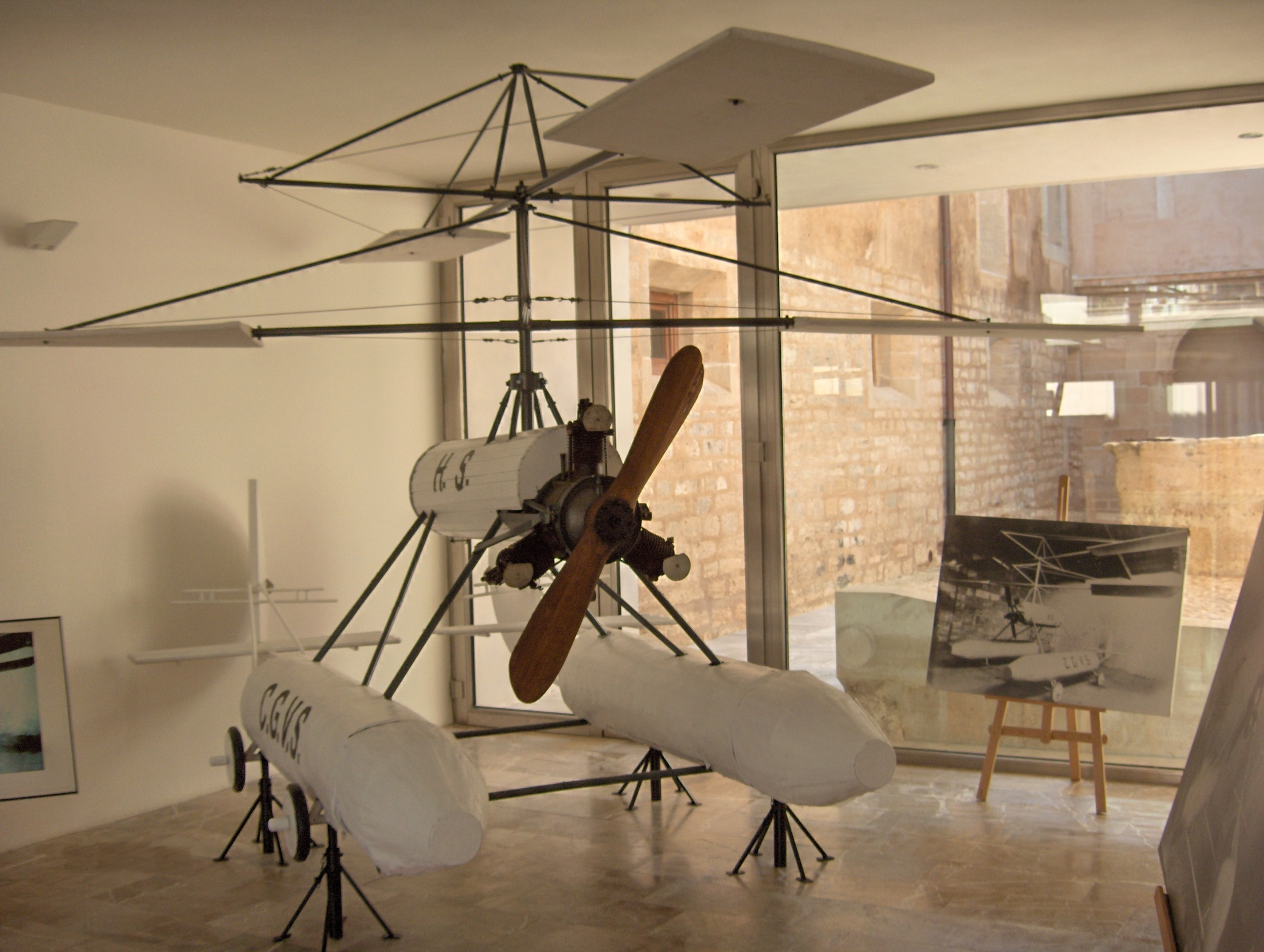
Cometagiroavió de Pere de Son Gall

Amb l'entrada de la fil·loxera, a la fi del s. XIX, la vinya fou substituïda pels ametllers. El nucli urbà, en els primers anys del segle xx, s'estén en direcció als camins que van a Palma, Algaida i Campos, i sobretot vers l'estació del ferrocarril, instal·lat el 1914 i suprimit posteriorment (1964). Aquest eixample, que coincideix amb la industrialització, és ocupat sobretot per fàbriques. El 1916 el rei Alfons XIII, tenint en compte el desenvolupament i el progrés econòmic del municipi, li concedeix el títol de ciutat. El 1918 es proclamà filla il·lustre la poeta Maria Antònia Salvà de sa Llapassa.
La industrialització permeté una renovació de la força d'un moviment obrer encapçalat pels socialistes i que girà entorn de la societat La Recompensa del Trabajo (1901) i la Cooperativa La Nueva Vida (1907). El 1906 es fundà la Unió Camperola que esdevengué un dels pocs sindicats socialistes de treballadors del camp de Mallorca. Des de l'inici, el socialisme havia mantingut una línia moderada preocupada per la consolidació d'una estructura organitzativa, però el 1930 es radicalitzà i es produí un enfrontament reivindicatiu dins el sector del calçat. Es dugueren a terme el conflicte de les vuit hores, pel qual s'aconseguí la jornada legal de les vuit hores, i la vaga de la fumada, en prohibir els patrons fumar durant la jornada laboral. Aconseguides les peticions i com a resposta a l'acomiadament d'obrers durant els conflictes, es constituí, el 1931, la cooperativa constructora del calçat La Hormiga. L'estructura republicana i socialista fou desarticulada amb el cop d'estat del 1936 i els seus dirigents detenguts. A causa de la repressió desaparegueren o foren assassinats 22 homes. Els béns de les cooperatives obreres La Nueva Vida i La Hormiga foren confiscats i subhastats.
El 1978 Joan Carles I és nomenat batlle honorari de Llucmajor. A mitjan segle xx, el fenomen turístic es deixa sentir amb força en el terme municipal. s'Arenal, l'antic Pouet, disposava el 1995 d'uns 10 000 llits, i s'ha convertit en un lloc de diversió i oci per a milions de visitants, fins a arribar a constituir la major població flotant del municipi. Amb ell han crescut a Llucmajor fins a 18 urbanitzacions: les Palmeres, es Puigderrós, Tolleric, Cala Pi, Cala Blava, Badia Gran, Badia Blava, Vallgornera... fins a arribar a s'Estanyol. A Llucmajor sempre hi ha hagut una puixant agricultura i una nombrosa cabanya ramadera, i ha estat un dels pols industrials més importants de Mallorca en la indústria del calçat, avui substituïda per l'hotelera, la d'embotits i licors, a més d'una destacada artesania de pedra, ferro i fusta.

## Arquitectura i escultura

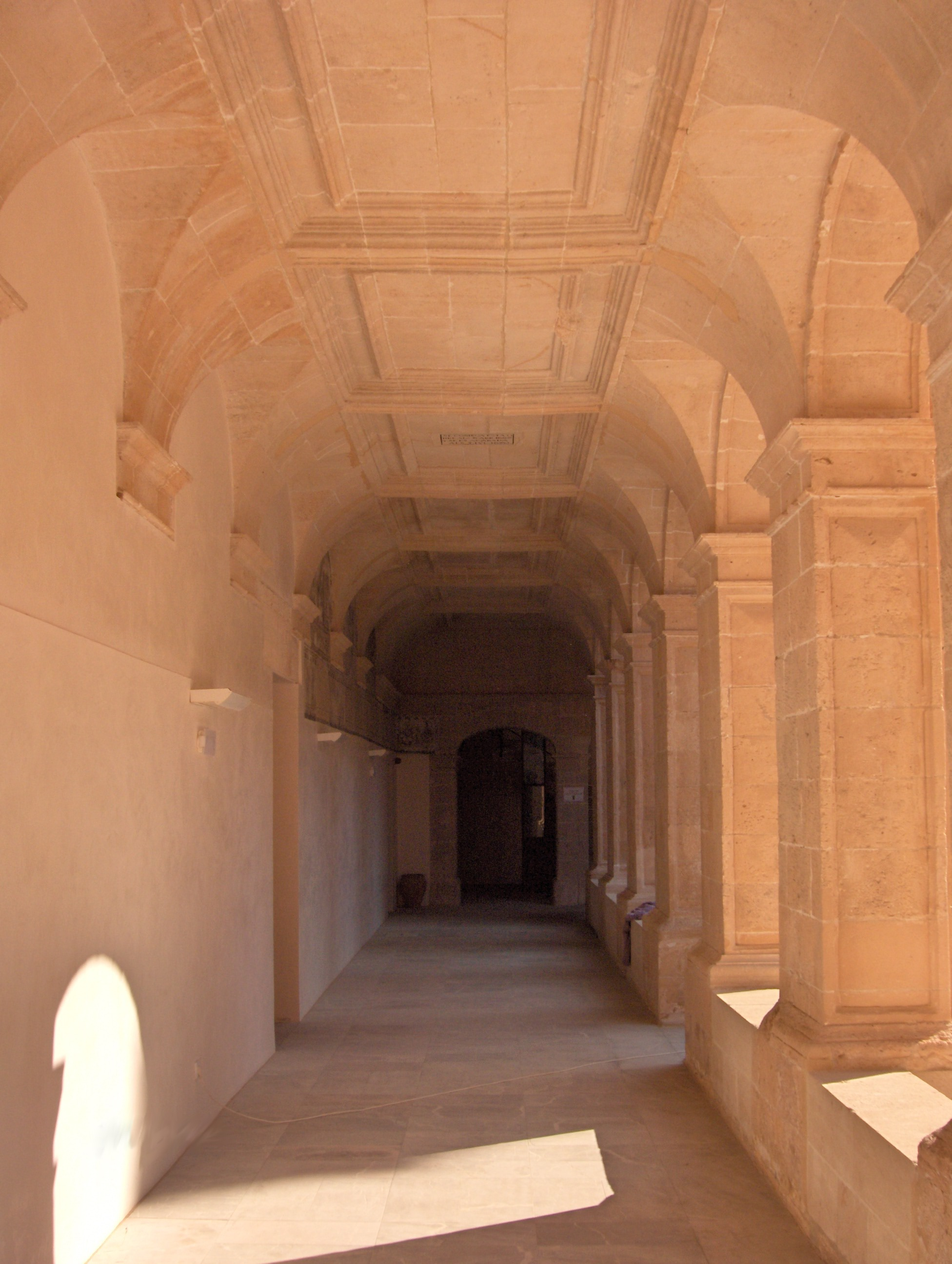
Galeria est del Claustre del Convent de Sant Bonaventura

### Prehistòria
El conjunt prehistòric de Capocorb Vell, al sud de Llucmajor, és l'exponent més conegut de l'edat del bronze. Es troba sobre un terreny eminentment pla, a uns 100 m sobre el nivell de la mar. Està constituït per un nucli de tres talaiots circulars i dos de quadrats, a més de diverses construccions que els envolten i una sèrie de talaiots i altres tipus d'edificacions en la seva perifèria. Fou declarat Monument historicoartístic nacional el 1931. Dins el terme es poden trobar d'altres construccions prehistòriques menys importants.

### Edat Moderna
Destaquen les construccions religioses: Església parroquial de Sant Miquel (segle xviii), Convent de Sant Bonaventura (segle XVII), Santuari de Nostra Senyora de Gràcia (segle XVII). A la costa destaquen tres torres d'aguait, la torre de s'Estelella (1577), la torre de cala Pi (1663) i la torre del Cap Blanc (1579). També són representatives de les grans cases vilatanes del segle xviii: Can Jaquetó i Son Reus, en el nucli urbà, i la Rectoria.

### Edat Contemporània

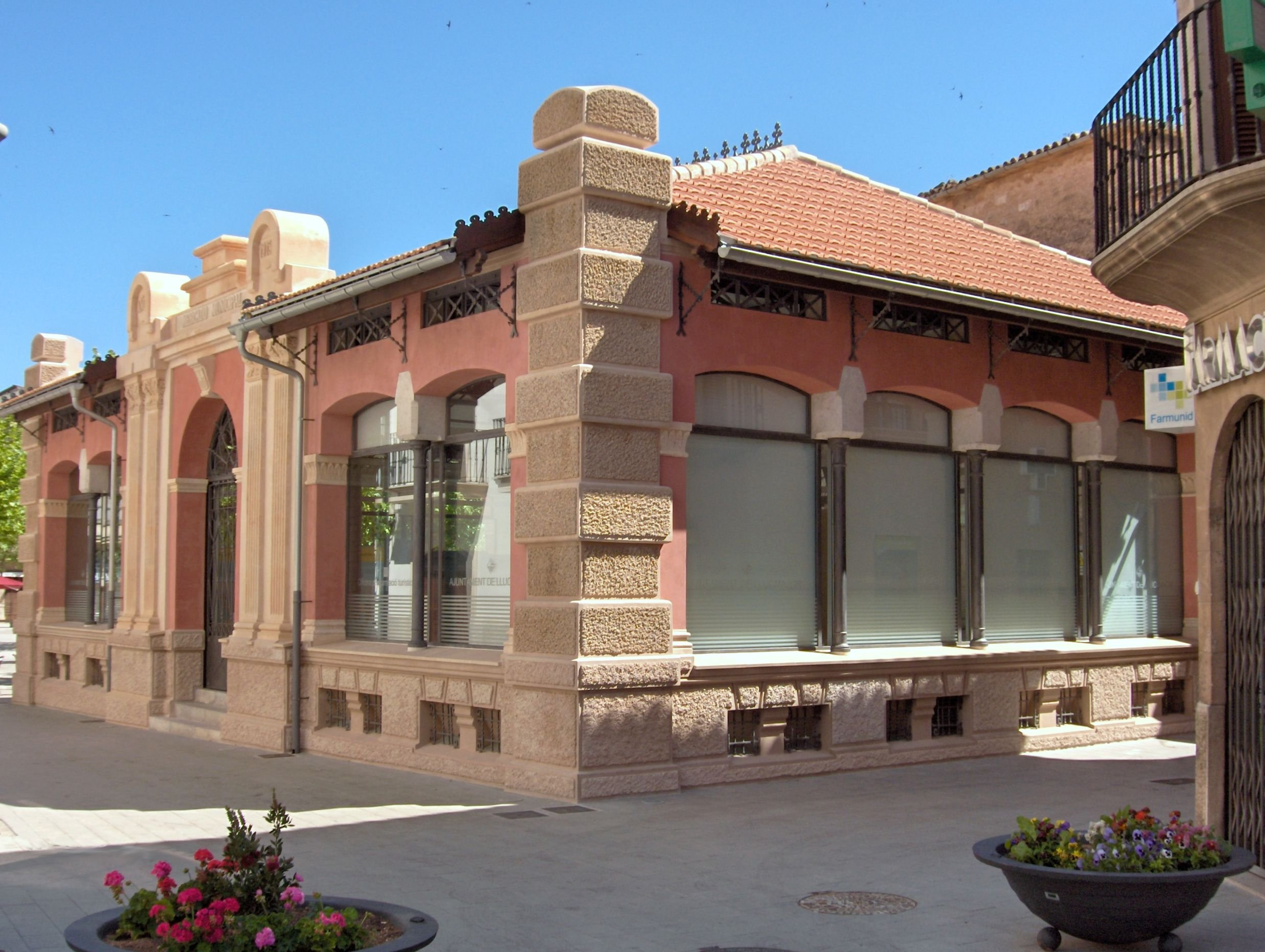
Antic Mercat Municipal i posterior Peixateria de Llucmajor. Restaurat el 2010. Actualment destinat a oficines d'atenció al ciutadà i al turista.

Destaquen tres monuments commemoratius del nostre passat històric (monument a Jaume III), industrial (monument als Sabaters), literari (L'Espigolera). Quant a edificis n'hi ha de diferents estils:
- Eclecticisme: Ajuntament (1882) i Hotel Espanya (1914).
- Modernisme: Mercat Municipal, Bar Colón (1928), Can Buscaneta.
- Neoclàssic: Ca Ses Xilenes (1925).
- Neogòtic: Edifici de La Caixa (antiga seu del Foment Agrícola) (1908).
- Regionalisme: Bar Tabú, Cas metge Caldés (1925).
- Vuitcentista: Ca Sa Beata de Païsa.[21]
- Militar: Fort del Cap Enderrocat.

## Festes i tradicions
A Llucmajor destaquen les següents festes:

### Festes de la patrona Santa Càndida

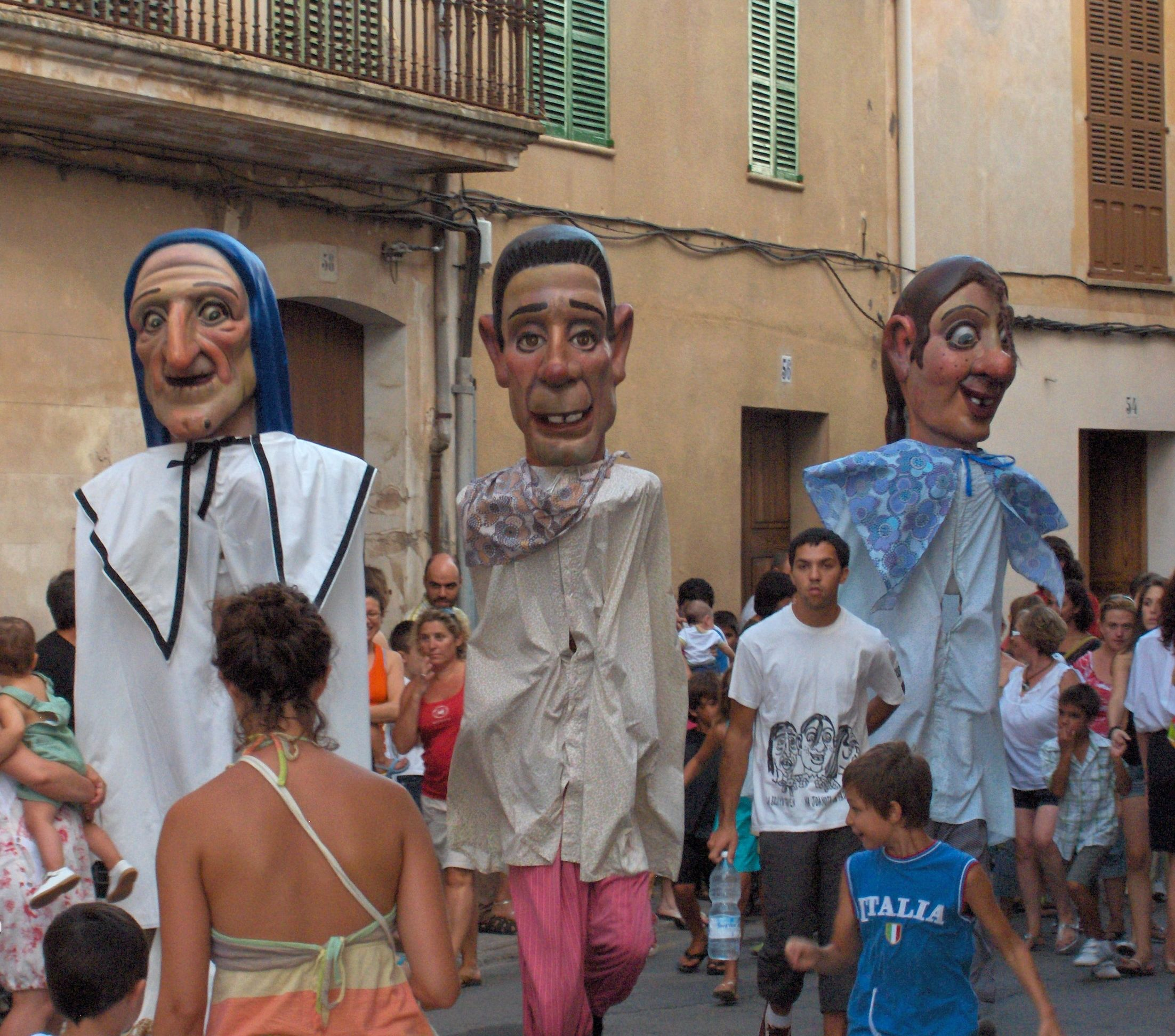
Tres gegants. D'esquerra a dreta: La Fada Morgana, l'amo de So Na Moixa i na Joanota.

Tenen lloc la primera setmana d'agost, que el seu diumenge és el segon del mes. Hi ha ofici religiós, xeremies i ball de bot, recitals i concerts, concursos o corregudes, focs artificials, etc. El dissabte i el diumenge surten els gegants i els caparrots. Els gegants de Llucmajor tenen l'origen a la meitat del passat segle, i aquests són la tercera generació. L'any 1970 es proposà la confecció d'uns nous gegants, però no havien de ser innominats, sinó que havien de tenir noms propis populars. I per això res millor que extreure'ls de les tan conegudes Rondalles Mallorquines a on es descriuen l'Amo de So Na Moixa, en Barba-Rossa, en Pere Taleca, la Bruixa Taven, la Fada Morgana i na Joanota. Amb la cooperació de Josep Mir de la Fuente, aleshores secretari de la corporació municipal, fou possible obtenir els dissenys de la fesomia d'aquests personatges. S'escollí un taller per la confecció dels ninots de les Falles de València i, amb aquell disseny i les manyes d'aquells artesans es construïren els actuals gegants, que sortiren per primera vegada per la festivitat de Santa Càndida de 1971. Al principi els joves es diputaven ser gegant o caparrot, però durant una època fou desprestigiat i ningú ho volia ser. Actualment s'ha tornat a recuperar aquell esperit gràcies a l'associació Amics dels gegants. L'any 1989 es proposà la confecció dels gegants pagesos en Miquel i na Càndida, que porten els noms del patrons del poble, Sant Miquel Arcàngel i Santa Càndida. Foren confeccionats per un taller de Palma i s'exposen al portal de la Casa de la Vila per les festes més assenyalades de l'any, i en altres circumstàncies surten també a fer companyia als altres gegants. L'any 2000 es recuperaren els cavallets cotoners de Llucmajor i d'ençà actuen acompanyant les autoritats i ballant durant l'oferta en la missa major el dia de la patrona.

### Fires de Llucmajor
El 1543, l'emperador Carles V concedí a Llucmajor el reial privilegi de poder celebrar fires des del 29 de setembre (Sant Miquel) fins al diumenge abans del 18 d'octubre (Sant Lluc), i també mercat setmanal els dimecres i els divendres. Les fires comencen el dia de Sant Miquel amb el pregó de fires i durant els dies de fires hi ha exposicions, concursos, etc. El dia més destacat és el de la darrera fira, el diumenge abans de Sant Lluc.

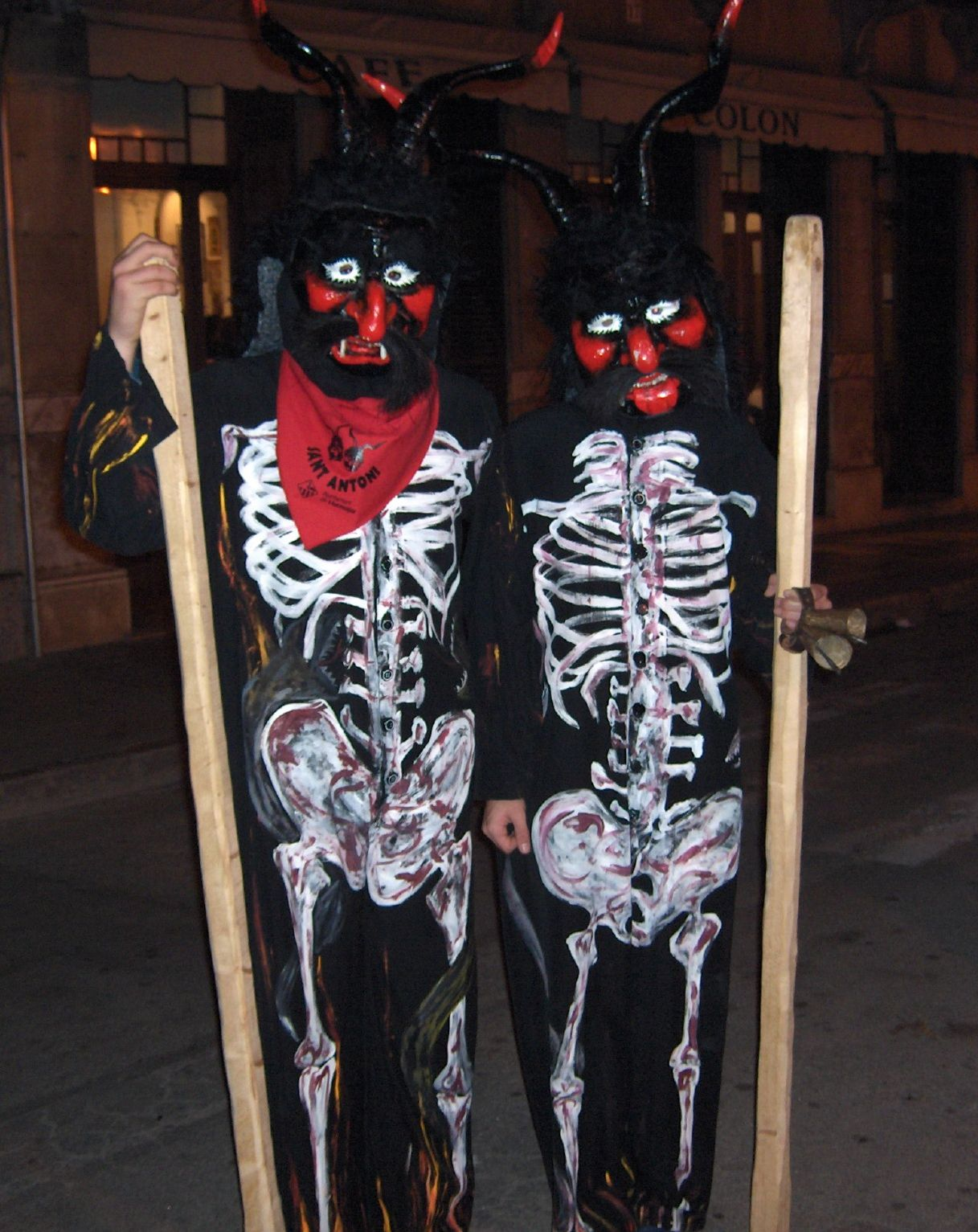
Els dos dimonis de Llucmajor

### Festes de Sant Antoni
Les festes de Sant Antoni es fan per barriades amb foguerons i torrades. Surten els dos dimonis de Llucmajor a encendre els foguerons acompanyats de molta gent. També té lloc la tradicional beneïda d'animals davant l'església parroquial de Sant Miquel.

### Setmana Santa

#### Processons
El Dimarts Sant, el Dijous Sant i el Divendres Sant hi ha processons a Llucmajor. Hi participen les següents confraries a vila: Confraria de Penitents del Crist de l'Agonia de la Ciutat de Llucmajor, Confraria de Crist de Natzaret, Confraria del Sant Crist de la Humilitat, Confraria de Nostra Senyora de Gràcia, Confraria del Sant Crist de l'Esperança, Confraria de Penitents de la Joventut Seràfica i la Confraria de Sant Miquel.

#### Sermó de s'Enganalla
Aquest sermó és característic de Llucmajor. Té lloc al Convent de Sant Bonaventura durant la primera litúrgia del dia de Pasqua i simula un duel entre el predicador i l'organista. El predicador fa tot el que pot per acabar el sermó quan menys s'ho pensi l'organista, i aquest fa també els possibles per enganyar al predicador posant-se a sonar l'orgue quan el sermó està en les acaballes. En acabar la missa comença la processó de s'encontrada, la imatge de Jesús Ressuscitat surt del convent acompanyat només per homes. Al llarg del recorregut des de les finestres es tiren escopetades a l'aire en senyal d'alegria. Des de la parròquia surt la processó de les dones acompanyant la imatge de la Mare de Déu. La trobada té lloc davant l'Ajuntament.

## Personalitats

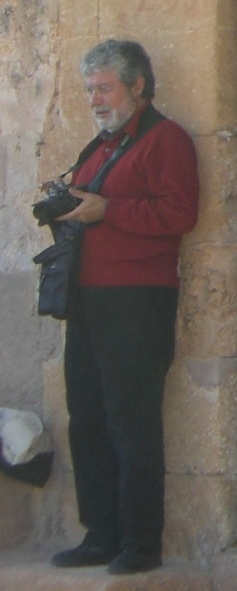
Toni Catany

Categoria principal: Llucmajorers

### Arquitectes i artistes plàstics
- Antoni Catany i Jaume (Llucmajor, 1942 - Barcelona, 2013), fill il·lustre
- Josep Manresa Clar (Llucmajor, 1938 - 2002)
- Tomàs Monserrat Ginard "Es Capellà des Rafalet" (Llucmajor, 1873 - 1944)
- Miquel Salvà Llompart (Llucmajor, 1855 - 1918)
- Francesc Salvà Ripoll (Palma, 1891 - 1962)
- Mateu Taberner Oliver "Carrasquet" (Llucmajor, 1891 - 1969)

### Científics, metges i inventors
- Antoni Jaume i Garau (Llucmajor, cap a 1820 – Palma, 1885)
- Marià Rosselló Barbarà (Llucmajor, 1939)
- Pere Sastre Obrador "En Pere de Son Gall" (Llucmajor, 1895 - 1965)

### Historiadors i literats
- Sebastià Alzamora Martín (Llucmajor, 1972)
- Miquel Bezares Portell (Llucmajor, 1968)
- Miquel Cardell Santandreu (Llucmajor, 1958)
- Sebastià Cardell i Tomàs (Llucmajor, 1921 - 2015)
- Bartomeu Font Obrador (Llucmajor, 1932 - 2005), fill il·lustre
- Maria Antònia Salvà Ripoll (Palma, 1869 - Llucmajor, 1958), fill il·lustre

### Músics
- Bert Kaempfert, (Hamburg, 1923 - Cala Blava, 1980)
- Miquel Janer Mora, (Llucmajor, 1927-2012)

### Polítics
- Antoni Garcias Coll (Llucmajor, 1956)
- Joan Mòjer Noguera (Llucmajor, 1859 - 1941)
- Joan Monserrat Parets (Llucmajor, 1889 - Manacor?, 1937), fill il·lustre
- Miquel Monserrat Parets (Llucmajor, 1899 - Porreres?, 1937)
- Gaspar Oliver Mut (Llucmajor, 1952)

### Religiosos
- Fra Jeroni Boscana Mulet (Llucmajor, 1775 - Sant Gabriel de Califòrnia, 1831), fill il·lustre
- Fra Pere Antoni Figuera i Tomàs (Llucmajor, 1772 - Palma, 1847)
- Mateu Jaume i Garau (Llucmajor, 1813 - Palma, 1886), fill il·lustre
- Fra Antoni Ripoll Salvà (Llucmajor, 1844 - Artà 1916), fill il·lustre
- Pere Roig Noguera (Llucmajor, 1615 - Pamplona, 1683), fill il·lustre
- Fra Bartomeu Salvà i Salvà (Llucmajor, 1867 - Palma, 1956)
- Francesc Thomàs de Taixequet i Frígola (Llucmajor, 1504 - Sardenya, 1572), fill il·lustre
- Miquel Thomàs de Taixequet i Fluixà (Llucmajor, 1528 - Lleida, 1578), fill il·lustre